# Chrysomyxa abietis

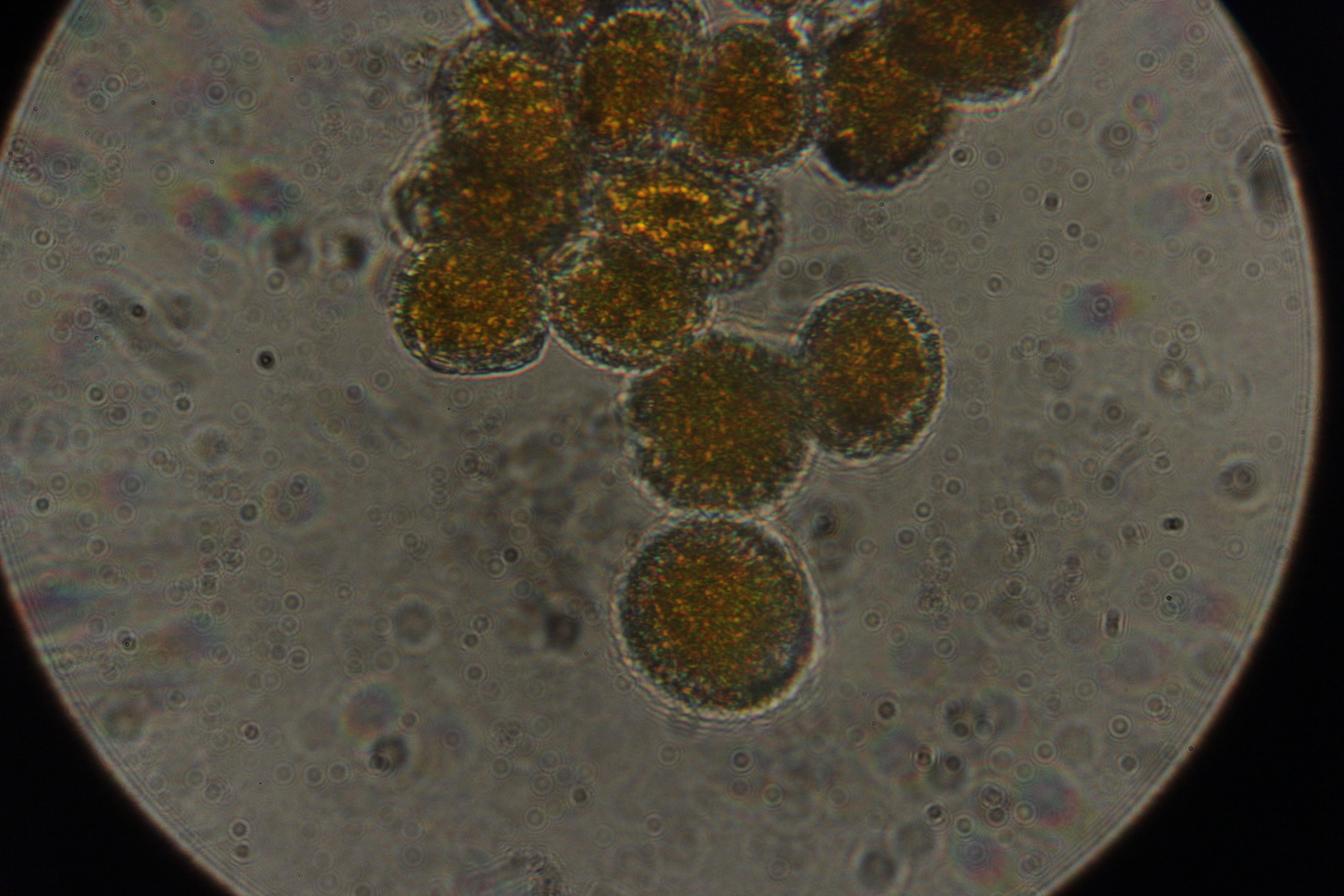
Teliospory

Chrysomyxa abietis (Wallr.) Unger – gatunek grzybów z rodziny pęcherzycowatych (Coleosporiaceae). Grzyb mikroskopijny pasożytujący na świerkach. Wywołuje u nich chorobę o nazwie rdza złotawa świerka.

## Systematyka i nazewnictwo
Pozycja w klasyfikacji według Index Fungorum: Chrysomyxa, Coleosporiaceae, Pucciniales, Incertae sedis, Pucciniomycetes, Pucciniomycotina, Basidiomycota, Fungi.
Po raz pierwszy opisał go w 1834 r. Karl Friedrich Wallroth nadając mu nazwę Blennoria abietis. Obecną, uznaną przez Index Fungorum nazwę nadał mu Franz Unger w 1840 r. Synonimy:
- Blennoria abietis Wallr. 1834
- Septoria abietis (Wallr.) J.G. Kühn 1881[3].

## Morfologia i rozwój
Grzyb pasożytniczy. Jest pasożytem jednodomowym, gdyż cały jego cykl rozwojowy odbywa się na jednym żywicielu. Jest też rdzą niepełnocyklową, gdyż wytwarza tylko dwa rodzaje zarodników: bezpłciowe teliospory i płciowe bazydiospory zwane sporydiami. Teliospory są szkliste, cienkościenne, jednokomórkowe. Ich skupiska zwane teliami tworzą czerwone poduszeczki rozrywające skórkę igły. W maju dojrzewają i kiełkują w wielokomórkowe podstawki, na których z kolei powstają sporydia, które przenoszone przez wiatr dokonują infekcji na młodych igłach świerka. Kiełkując na nich tworzą grzybnię ze ssawkami. Strzępki grzybni rozwijają się pomiędzy komórkami igły, do wnętrza komórek wnikają tylko ich ssawki.

## Występowanie i siedlisko
Znane jest występowanie tego gatunku tylko w Europie Środkowej, na Półwyspie Skandynawskim, w Wielkiej Brytanii, na Islandii i w Japonii. W górach sięga do wysokości około 1700 m n.p.m. W Polsce jest dość częsty. Poraża świerka pospolitego, świerka kłującego i świerka himalajskiego.
Na Chrysomyxa abietis czasami pasożytuje inny gatunek grzyba – Sphaerellopsis filum. Jest to tzw. nadpasożyt.